# Astilbe hachijoensis
Astilbe hachijoensis Nakai  är en stenbräckeväxt.
Astilbe hachijoensis ingår i släktet astilbar och familjen stenbräckeväxter. 
Inga underarter finns listade i Catalogue of Life.